# Солари, Франчиска
Франчиска Солари (итал. Francisca Solari; 14 августа 1880, Генуя — 19 июля 1969, Чивитанова-Марке) — итальянская оперная певица (сопрано).
Окончила Городской музыкальный институт в Генуе. Дебютировала в 1905 году в римском Театре Костанци в опере Пьетро Масканьи «Амика». В дальнейшем выступала на ведущих итальянских оперных сценах, как в операх Джузеппе Верди, так и в современном репертуаре. В 1913 году участвовала в итальянской премьере оперы Эрманно Вольфа-Феррари «Любопытные женщины» в театре Ла Скала. Гастролировала в Румынии и в Египте. В 1919 году, выступая в Мачерате в «Девушке с Запада» Джакомо Пуччини, познакомилась с местным аристократом Пьером Альберто Конти (1884—1968), с которым у неё начался роман. В 1921 году специально для Солари по инициативе Конти «Аида» Верди была поставлена на открытой арене Сферистерио в Мачерате; эта постановка считается теперь провозвестницей известного Оперного фестиваля в Мачерате. В 1926 году Конти и Солари поженились, после этого певица лишь изредка выступала в благотворительных концертах.